# Bolinia euryptera
Bolinia euryptera és una espècie de peix pertanyent a la família dels còtids i l'única del gènere Bolinia.

## Descripció
- Fa 18,9 cm de llargària màxima.[3]

## Hàbitat
És un peix marí i batidemersal que viu entre 201 i 410 m de fondària.

## Distribució geogràfica
Es troba al Pacífic nord: les illes Aleutianes.

## Observacions
És inofensiu per als humans.